# Liste der Wappen in Murtosa
Die Liste der Wappen in Murtosa zeigt die Wappen der Freguesias des portugiesischen Kreises Murtosa.

## Município de Murtosa

Murtosa
Lage von Murtosa in Portugal

## Wappen der Freguesias

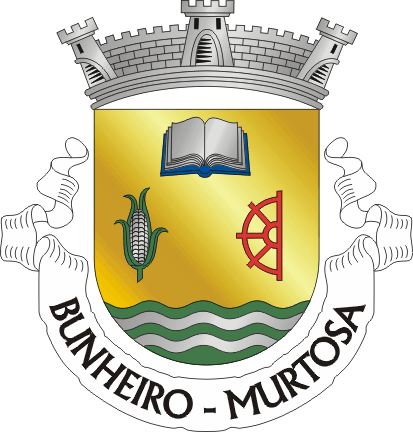
Freguesia Bunheiro
Freguesia Monte
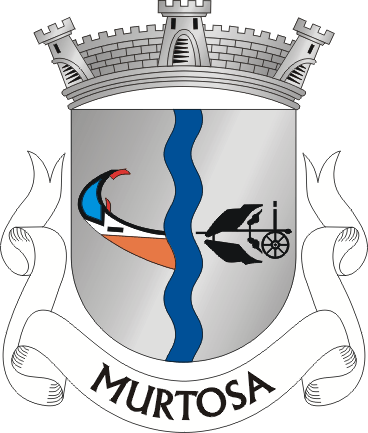
Freguesia Murtosa
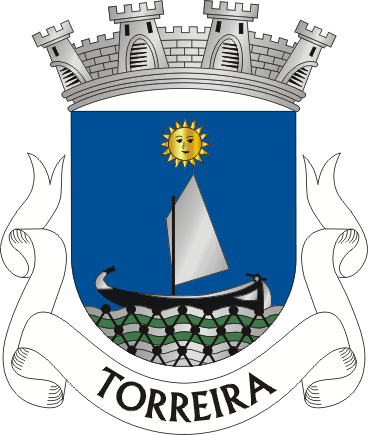
Freguesia Torreira